# C반점 이야기
《C반점 이야기》는 1987년 4월 5일에 MBC TV에서 방영된 베스트셀러극장이다.

## 줄거리
조돈만의 논픽션을 드라마화한 작품이다.
회사가 부도를 낸 바람에 갑자기 실업자가 된 상수(한인수)는 생계를 이어갈 방법을 궁리한 끝에 중국집을 창업한다. 그러나 식당 운영은 상수가 생각 혹은 기대한 것과는 정반대의 방향으로 흘러간다. 일당시장에서 일당을 주고 데려온 종업원들은 한결같이 말썽꾸러기들 뿐이다. 주방장(맹상훈)은 술꾼인데다 도벽이 심하고 주방장 보조는 전과자에, 국수뽑는 사람은 가출한 처지이다. 이같은 종업원들끼리 서로 갈등을 빚고 반목을 거듭하면서 식당은 자리를 잡지 못하고 운영에 어려움을 겪는다.
이에 상수는 다시 한번 일당시장에 사람을 구하러 나가 보는데...

## 출연
- 한인수
- 김용선
- 최동준
- 김성찬
- 맹상훈
- 임문수
- 신충식
- 차윤회
- 장혁
- 박영태
- 고영준
- 김순용
- 송일권
- 이동신
- 이경호
- 김형중
- 최한호
- 문창근
- 이상철
- 박만규
- 서영애
- 조정순
- 한송이
- 신혜수
- 이영자
- 정혜승
- 장선숙
- 조현이
- 정명화